# Alte katholische Pfarrkirche St. Antonius Abbas

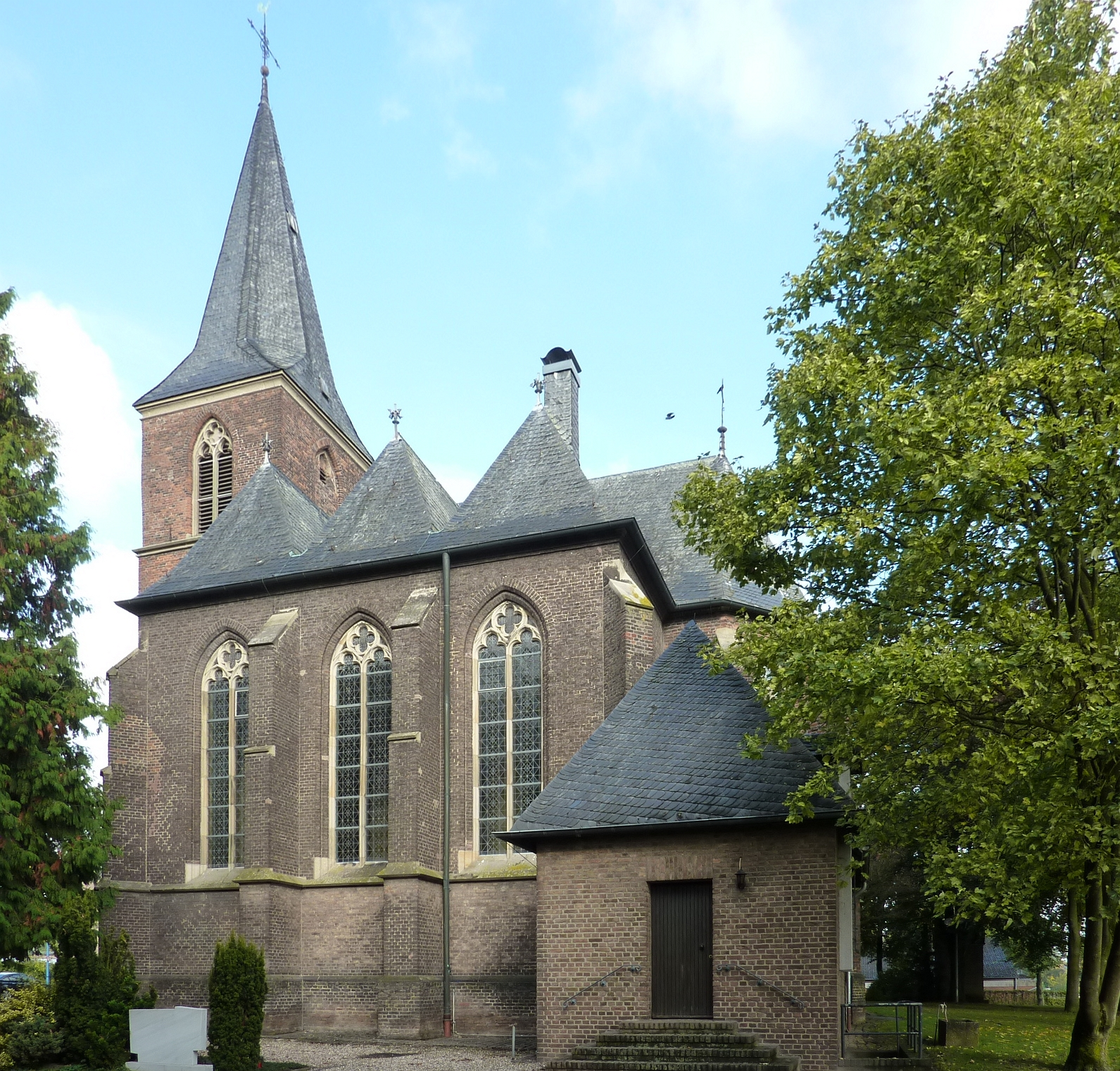
St. Antonius Abbas

Die alte katholische Pfarrkirche St. Antonius Abbas ist ein denkmalgeschütztes Kirchengebäude in Hau, einem Ortsteil von Bedburg-Hau im Kreis Kleve (Nordrhein-Westfalen).

## Geschichte und Architektur
Eine Antoniuskapelle wurde erstmals 1378 erwähnt, das gilt auch als Jahr ihrer Fertigstellung; ihre damalige Gestalt behielt die einschiffige spätgotische Kapelle mit Westturm und Fünfachtel-Chorabschluss bis ins späte 19. Jahrhundert.
Neben ihr wurde 1435 ein Antoniterpräzeptorat errichtet und 1652 ein Kloster gebaut. Später wurde es aufgelöst und abgebrochen. Seit 1861 ist die Kirche eine Pfarre. 1863 wurde der durch mehrere Blitzschläge beschädigte Turm in seiner mittelalterlichen Form wiederhergestellt.
Wegen der Bevölkerungszunahme in der Pfarrsprengel wurde das Gotteshaus 1882 von Franz Pelzer um zwei Seitenschiffe zu einer Hallenkirche erweitert. Alle drei Schiffe haben Kreuzrippengewölbe. Die angebauten Schiffe sind mit  Walmdächern gedeckt, die quer vom Dach des Mittelschiffs abgehen.

## Ausstattung
Bemerkenswert ist die Kreuzigungsgruppe mit einem Kruzifixus vom Anfang des 15. Jahrhunderts.